# Tunel Libouchec
Tunel Libouchec je dálniční tunel dlouhý asi 400 m, přičemž oba tubusy mají výrazně rozdílné délky. Nachází se téměř na konci dálnice D8, na posledním úseku z Trmic na hranici s Německem nad obcí Libouchec. Stavba byla zahájena v únoru 2005 a do provozu uvedena v prosinci 2006.
Tunel má dva jednosměrné oddělené tubusy vždy se dvěma jízdními pruhy. Západní tubus má délku 480 m, východní pak 388 m. Oba jsou propojeny dvěma průchozími bezpečnostními spojkami. Na jihu navazuje tunel na mostní estakádu přes místní část Knínice, na severu je trasa vedena v odřezu k mostu a tunelu Panenská.